# Olympische Sommerspiele 2016/Teilnehmer (Türkei)
| Gelbes Symbol für Goldmedaillen mit stilisierten Olympischen Ringen | Graues Symbol für Silbermedaillen mit stilisierten Olympischen Ringen | Braundes Symbol für Bronzemedaillen mit stilisierten Olympischen Ringen |
| ------------------------------------------------------------------- | --------------------------------------------------------------------- | ----------------------------------------------------------------------- |
| 1                                                                   | 3                                                                     | 4                                                                       |

Die Türkei nahm an den Olympischen Spielen 2016 in Rio de Janeiro teil. Es war die insgesamt 22. Teilnahme an Olympischen Sommerspielen. Vom Türkiye Milli Olimpiyat Komitesi wurden 103 Athleten in 21 Sportarten nominiert.
Fahnenträger bei der Eröffnungsfeier war der Ringer Rıza Kayaalp.

## Teilnehmer nach Sportarten

### Badminton
| Athleten    | Wettbewerb | Gruppenphase                  | Gruppenphase                        | Gruppenphase | Gruppenphase | Achtelfinale  | Achtelfinale  | Viertelfinale | Viertelfinale | Halbfinale    | Halbfinale    | Finale        | Finale        | Rang          |
| Athleten    | Wettbewerb | Gegner                        | Ergebnis                            | Punkte       | Rang         | Gegner        | Ergebnis      | Gegner        | Ergebnis      | Gegner        | Ergebnis      | Gegner        | Ergebnis      | Rang          |
| ----------- | ---------- | ----------------------------- | ----------------------------------- | ------------ | ------------ | ------------- | ------------- | ------------- | ------------- | ------------- | ------------- | ------------- | ------------- | ------------- |
| Frauen      |            |                               |                                     |              |              |               |               |               |               |               |               |               |               |               |
| Özge Bayrak | Einzel     | Bae Yeon-ju Jeanine Cicognini | 0:2 (11:21, 7:21) 2:0 (21:14, 21:9) | 60:65        | 2            | ausgeschieden | ausgeschieden | ausgeschieden | ausgeschieden | ausgeschieden | ausgeschieden | ausgeschieden | ausgeschieden | ausgeschieden |

### Basketball
| Wettbewerb    | Frauen |
| ------------- | --- |
| Athleten      | Olcay Çakır Tuğçe Canıtez Birsel Vardarlı Esra Ural Bahar Çağlar Işıl Alben Nevriye Yılmaz LaToya Sanders Ayşe Cora Şaziye İvegin Tilbe Şenyürek Şebnem Kimyacıoğlu |
| Trainer       | Ekrem Memnun |
| Gruppenphase  | Frankreich (39:55) Australien (56:61) Japan (76:62) Belarus (74:71) Brasilien (79:76 n. V.)                                                                         |
| Viertelfinale | Australien (62:64) |
| Halbfinale    | ausgeschieden |
| Finale        | ausgeschieden |
| Platzierung   | 5. Platz |

### Bogenschießen
| Athleten       | Wettbewerb | Qualifikation | Qualifikation | 1. Runde              | 1. Runde           | 2. Runde           | 2. Runde           | Achtelfinale  | Achtelfinale  | Viertelfinale | Viertelfinale | Halbfinale    | Halbfinale    | Finale        | Finale        | Rang |
| Athleten       | Wettbewerb | Ringe         | Rang          | Gegner                | Ergebnis           | Gegner             | Ergebnis           | Gegner        | Ergebnis      | Gegner        | Ergebnis      | Gegner        | Ergebnis      | Gegner        | Ergebnis      | Rang |
| -------------- | ---------- | ------------- | ------------- | --------------------- | ------------------ | ------------------ | ------------------ | ------------- | ------------- | ------------- | ------------- | ------------- | ------------- | ------------- | ------------- | ---- |
| Frauen         |            |               |               |                       |                    |                    |                    |               |               |               |               |               |               |               |               |      |
| Yasemin Anagöz | Einzel     | 638           | 25            | Karina Liparska-Pałka | 6–5 (SO) (127:122) | Alejandra Valencia | 5-6 (SO) (136:137) | ausgeschieden | ausgeschieden | ausgeschieden | ausgeschieden | ausgeschieden | ausgeschieden | ausgeschieden | ausgeschieden | 17   |
| Männer         |            |               |               |                       |                    |                    |                    |               |               |               |               |               |               |               |               |      |
| Mete Gazoz     | Einzel     | 661           | 29            | Pierre Plihon         | 6–5 (SO) (129:123) | Sjef van den Berg  | 3-7 (134:138)      | ausgeschieden | ausgeschieden | ausgeschieden | ausgeschieden | ausgeschieden | ausgeschieden | ausgeschieden | ausgeschieden | 17   |

### Boxen
| Athleten           | Wettbewerb                   | 1. Runde       | 1. Runde | Achtelfinale        | Achtelfinale  | Viertelfinale     | Viertelfinale | Halbfinale    | Halbfinale    | Finale        | Finale        | Rang |
| Athleten           | Wettbewerb                   | Gegner         | Ergebnis | Gegner              | Ergebnis      | Gegner            | Ergebnis      | Gegner        | Ergebnis      | Gegner        | Ergebnis      | Rang |
| ------------------ | ---------------------------- | -------------- | -------- | ------------------- | ------------- | ----------------- | ------------- | ------------- | ------------- | ------------- | ------------- | ---- |
| Männer             |                              |                |          |                     |               |                   |               |               |               |               |               |      |
| Selçuk Eker        | Fliegengewicht bis 52 kg     | Hu Jianguan    | 1:2      | ausgeschieden       | ausgeschieden | ausgeschieden     | ausgeschieden | ausgeschieden | ausgeschieden | ausgeschieden | ausgeschieden | 17   |
| Batuhan Gözgeç     | Halbweltergewicht bis 64 kg  | Mahaman Smaila | 3:0      | Joedison Teixeira   | 3:0           | Artem Harutiunian | 0:3           | ausgeschieden | ausgeschieden | ausgeschieden | ausgeschieden | 5    |
| Onur Şipal         | Weltergewicht bis 69 kg      | Simeon Chamow  | 0:3      | ausgeschieden       | ausgeschieden | ausgeschieden     | ausgeschieden | ausgeschieden | ausgeschieden | ausgeschieden | ausgeschieden | 17   |
| Önder Şipal        | Mittelgewicht bis 75 kg      | Benny Muziyo   | 2:1      | Vikas Krishan Yadav | 0:3           | ausgeschieden     | ausgeschieden | ausgeschieden | ausgeschieden | ausgeschieden | ausgeschieden | 9    |
| Mehmet Nadir Ünal  | Halbschwergewicht bis 81 kg  | Hassan Saada   | kampflos | Julio César La Cruz | 0:3           | ausgeschieden     | ausgeschieden | ausgeschieden | ausgeschieden | ausgeschieden | ausgeschieden | 9    |
| Ali Eren Demirezen | Superschwergewicht bis 81 kg | Freilos        | Freilos  | Filip Hrgović       | 0:3           | ausgeschieden     | ausgeschieden | ausgeschieden | ausgeschieden | ausgeschieden | ausgeschieden | 9    |

### Fechten
| Athleten      | Wettbewerb     | 1. Runde | 1. Runde | 2. Runde      | 2. Runde | Achtelfinale  | Achtelfinale  | Viertelfinale | Viertelfinale | Halbfinale / Klassifikation | Halbfinale / Klassifikation | Finale / Platzierung | Finale / Platzierung | Rang          |
| Athleten      | Wettbewerb     | Gegner   | Ergebnis | Gegner        | Ergebnis | Gegner        | Ergebnis      | Gegner        | Ergebnis      | Gegner                      | Ergebnis                    | Gegner               | Ergebnis             | Rang          |
| ------------- | -------------- | -------- | -------- | ------------- | -------- | ------------- | ------------- | ------------- | ------------- | --------------------------- | --------------------------- | -------------------- | -------------------- | ------------- |
| Frauen        |                |          |          |               |          |               |               |               |               |                             |                             |                      |                      |               |
| İrem Karamete | Florett Einzel | Freilos  | Freilos  | Ysaora Thibus | 6:15     | ausgeschieden | ausgeschieden | ausgeschieden | ausgeschieden | ausgeschieden               | ausgeschieden               | ausgeschieden        | ausgeschieden        | ausgeschieden |

### Gewichtheben
| Athleten          | Wettbewerb       | Reißen  | Reißen | Stoßen  | Stoßen | Zweikampf | Zweikampf | Rang   |
| Athleten          | Wettbewerb       | Gewicht | Rang   | Gewicht | Rang   | Gewicht   | Rang      | Rang   |
| ----------------- | ---------------- | ------- | ------ | ------- | ------ | --------- | --------- | ------ |
| Frauen            |                  |         |        |         |        |           |           |        |
| Mehtap Kurnaz     | Klasse bis 63 kg | 81 kg   | 14     | 100 kg  | 13     | 181 kg    | 13        | 13     |
| Duygu Aynacı      | Klasse bis 69 kg | 90 kg   | 14     | 110 kg  | 12     | 200 kg    | 12        | 12     |
| Assiya İpek       | Klasse bis 75 kg | 83 kg   | 13     | 103 kg  | 13     | 186 kg    | 13        | 13     |
| Männer            |                  |         |        |         |        |           |           |        |
| Daniyar İsmayilov | Klasse bis 69 kg | 163 kg  | 1      | 188 kg  | 2      | 351 kg    | 2         | Silber |

### Judo
| Athleten           | Wettbewerb | 1. Runde     | 1. Runde         | 2. Runde      | 2. Runde      | Viertelfinale | Viertelfinale | Halbfinale / Trostrunde | Halbfinale / Trostrunde | Finale / Platz 3 | Finale / Platz 3 | Rang |
| Athleten           | Wettbewerb | Gegner       | Ergebnis         | Gegner        | Ergebnis      | Gegner        | Ergebnis      | Gegner                  | Ergebnis                | Gegner           | Ergebnis         | Rang |
| ------------------ | ---------- | ------------ | ---------------- | ------------- | ------------- | ------------- | ------------- | ----------------------- | ----------------------- | ---------------- | ---------------- | ---- |
| Frauen             |            |              |                  |               |               |               |               |                         |                         |                  |                  |      |
| Dilara Lokmanhekim | bis 48 kg  | E. Carrillo  | 000s0:100s0      | ausgeschieden | ausgeschieden | ausgeschieden | ausgeschieden | ausgeschieden           | ausgeschieden           | ausgeschieden    | ausgeschieden    | 17   |
| Büşra Katipoğlu    | bis 63 kg  | L. Nikoloska | 000s1:000s2 (GS) | C. Agbegnenou | 000s1:102s0   | ausgeschieden | ausgeschieden | ausgeschieden           | ausgeschieden           | ausgeschieden    | ausgeschieden    | 9    |
| Kayra Sayit        | über 78 kg | Freilos      | Freilos          | M. Mojica     | 101s1:000s1   | S. Yu         | 000s2:111s2   | N. Cheik Rouhou         | 100s0:000s              | K. Yamabe        | 000s0:010s3      | 5    |
| Männer             |            |              |                  |               |               |               |               |                         |                         |                  |                  |      |
| Bekir Özlü         | bis 60 kg  | A. McKenzie  | 000s1:003s2      | ausgeschieden | ausgeschieden | ausgeschieden | ausgeschieden | ausgeschieden           | ausgeschieden           | ausgeschieden    | ausgeschieden    | 17   |

### Kanu

#### Kanurennsport
| Athleten    | Wettbewerb | Vorlauf      | Vorlauf | Halbfinale   | Halbfinale | Finale        | Finale        | Rang          |
| Athleten    | Wettbewerb | Zeit         | Rang    | Zeit         | Rang       | Zeit          | Rang          | Rang          |
| ----------- | ---------- | ------------ | ------- | ------------ | ---------- | ------------- | ------------- | ------------- |
| Frauen      |            |              |         |              |            |               |               |               |
| Lasma Liepa | K-1 200 m  | 41,760 s     | 4       | 41,866 s     | 7          | ausgeschieden | ausgeschieden | ausgeschieden |
| Lasma Liepa | K-1 500 m  | 1:59,581 min | 5       | 2:08,450 min | 7          | ausgeschieden | ausgeschieden | ausgeschieden |

### Leichtathletik
Laufen und Gehen 
| Athleten                                                   | Wettbewerb        | Runde 1       | Runde 1       | Halbfinale    | Halbfinale    | Finale        | Finale        | Rang   |
| Athleten                                                   | Wettbewerb        | Zeit          | Rang          | Zeit          | Rang          | Zeit          | Rang          | Rang   |
| ---------------------------------------------------------- | ----------------- | ------------- | ------------- | ------------- | ------------- | ------------- | ------------- | ------ |
| Frauen                                                     |                   |               |               |               |               |               |               |        |
| Yasemin Can                                                | 5000 m            | 15:19,50 min  | 7             | –             | –             | 14:56,96 min  | 6             | 6      |
| Yasemin Can                                                | 10.000 m          | –             | –             | –             | –             | 30:26,41 min  | 7             | 7      |
| Esma Aydemir                                               | Marathon          | –             | –             | –             | –             | 2:39:59 h     | 58            | 58     |
| Sultan Haydar                                              | Marathon          | –             | –             | –             | –             | 2:53:57 h     | 111           | 111    |
| Meryem Erdoğan                                             | Marathon          | –             | –             | –             | –             | 2:54:04 h     | 112           | 112    |
| Meryem Akdağ                                               | 3000 m Hindernis  | 9:50,28 min   | 43            | –             | –             | ausgeschieden | ausgeschieden | 43     |
| Özlem Kaya                                                 | 3000 m Hindernis  | 9:32,03 min   | 20            | –             | –             | ausgeschieden | ausgeschieden | 20     |
| Tuğba Güvenç                                               | 3000 m Hindernis  | 9:49,93 min   | 41            | –             | –             | ausgeschieden | ausgeschieden | 41     |
| Männer                                                     |                   |               |               |               |               |               |               |        |
| Jak Ali Harvey                                             | 100 m             | 10,14 s       | 13            | 10,03 s       | 10            | ausgeschieden | ausgeschieden | 10     |
| Jak Ali Harvey                                             | 200 m             | 20,58 s       | 40            | ausgeschieden | ausgeschieden | ausgeschieden | ausgeschieden | 40     |
| Ramil Guliyev                                              | 200 m             | 20,23 s       | 10            | 20,09 s       | 7             | 20,43 s       | 8             | 8      |
| İlham Tanui Özbilen                                        | 1500 m            | 3:49,02 min   | 35            | ausgeschieden | ausgeschieden | ausgeschieden | ausgeschieden | 35     |
| Ali Kaya                                                   | 5000 m            | 14:05,34 min  | 39            | –             | –             | ausgeschieden | ausgeschieden | 39     |
| Ali Kaya                                                   | 10.000 m          | –             | –             | –             | –             | nicht beendet | nicht beendet | –      |
| Polat Kemboi Arıkan                                        | 10.000 m          | –             | –             | –             | –             | 27:35,50 min  | 13            | 13     |
| Bekir Karayel                                              | Marathon          | –             | –             | –             | –             | 2:31:27 h     | 126           | 126    |
| Ercan Muslu                                                | Marathon          | –             | –             | –             | –             | 2:18:40 h     | 51            | 51     |
| Kaan Kigen Özbilen                                         | Marathon          | –             | –             | –             | –             | 2:14:11 h     | 17            | 17     |
| Ersin Tacir                                                | 20 km Gehen       | –             | –             | –             | –             | 1:22:53 h     | 30            | 30     |
| Mert Atlı                                                  | 20 km Gehen       | –             | –             | –             | –             | 1:31:36 h     | 62            | 62     |
| Yasmani Copello                                            | 400 m Hürden      | 49,52 s       |               | 48,61 s       |               | 47,92 s       | 3             | Bronze |
| Aras Kaya                                                  | 3000 m Hindernis  | 8:32,35 min   | 14            | –             | –             | ausgeschieden | ausgeschieden | 14     |
| Halil Akkaş                                                | 3000 m Hindernis  | 8:33,12 min   | 16            | –             | –             | ausgeschieden | ausgeschieden | 16     |
| Tarık Langat Akdağ                                         | 3000 m Hindernis  | nicht beendet | nicht beendet | –             | –             | ausgeschieden | ausgeschieden | –      |
| Emre Zafer Barnes Jak Ali Harvey Ramil Guliyev İzzet Safer | 4 × 100-m-Staffel | 38,30 s       | 10            | –             | –             | ausgeschieden | ausgeschieden | 10     |

 Springen und Werfen 
| Athleten        | Wettbewerb  | Qualifikation | Qualifikation | Finale        | Finale        | Rang |
| Athleten        | Wettbewerb  | Weite/Höhe    | Rang          | Weite/Höhe    | Rang          | Rang |
| --------------- | ----------- | ------------- | ------------- | ------------- | ------------- | ---- |
| Frauen          |             |               |               |               |               |      |
| Karin Melis Mey | Weitsprung  | 6,49          | 14            | ausgeschieden | ausgeschieden | 14   |
| Emel Dereli     | Kugelstoßen | 17,01 m       | 24            | ausgeschieden | ausgeschieden | 24   |
| Kıvılcım Kaya   | Hammerwurf  | 64,79 m       | 26            | ausgeschieden | ausgeschieden | 26   |
| Tuğçe Şahutoğlu | Hammerwurf  | 67,05 m       | 21            | ausgeschieden | ausgeschieden | 21   |
| Männer          |             |               |               |               |               |      |
| Şeref Osmanoğlu | Dreisprung  | ohne Weite    | ohne Weite    | ausgeschieden | ausgeschieden | –    |
| Eşref Apak      | Hammerwurf  | 70,08 m       | 15            | ausgeschieden | ausgeschieden | 15   |

### Moderner Fünfkampf
| Athleten      | Fechten | Fechten | Schwimmen   | Schwimmen | Reiten | Reiten | Combined     | Combined | Punkte | Rang |
| Athleten      | Bilanz  | Punkte  | Zeit        | Punkte    | Zeit   | Punkte | Zeit         | Punkte   | Punkte | Rang |
| ------------- | ------- | ------- | ----------- | --------- | ------ | ------ | ------------ | -------- | ------ | ---- |
| Frauen        |         |         |             |           |        |        |              |          |        |      |
| İlke Özyüksel | 10:25   | 160     | 2:17,79 min | 287       | E      | 0      | 12:49,98 min | 531      | 978    | 34   |

### Radsport

#### Straße
| Athleten    | Wettbewerb       | Zeit          | Rang          |
| ----------- | ---------------- | ------------- | ------------- |
| Männer      |                  |               |               |
| Onur Balkan | Straßenrennen    | nicht beendet | nicht beendet |
| Ahmet Örken | Straßenrennen    | nicht beendet | nicht beendet |
| Ahmet Örken | Einzelzeitfahren | 1:27:37,41 h  | 34            |

### Reiten
| Springen                           |            |                  |               |               |              |              |      |
| Athleten                           | Wettbewerb | Strafpunkte      | Strafpunkte   | Strafpunkte   | Strafpunkte  | Strafpunkte  | Rang |
| Athleten                           | Wettbewerb | 1. Qualifikation | Nationenpreis | Nationenpreis | Einzelfinale | Einzelfinale | Rang |
| Athleten                           | Wettbewerb | 1. Qualifikation | 1. Umlauf     | 2. Umlauf     | 1. Umlauf    | 2. Umlauf    | Rang |
| Ömer Karaevli mit Roso au Crosnier | Einzel     | (13)             | –             | –             | –            | –            | –    |

### Ringen
| Athleten                         | Wettbewerb        | 1. Runde            | 1. Runde | Achtelfinale                   | Achtelfinale  | Viertelfinale   | Viertelfinale | Halbfinale       | Halbfinale    | Hoffnungsrunde Viertelfinale | Hoffnungsrunde Viertelfinale | Hoffnungsrunde Halbfinale | Hoffnungsrunde Halbfinale | Hoffnungsrunde Finale | Hoffnungsrunde Finale | Finale                 | Finale        | Rang   |
| Athleten                         | Wettbewerb        | Gegner              | Ergebnis | Gegner                         | Ergebnis      | Gegner          | Ergebnis      | Gegner           | Ergebnis      | Gegner                       | Ergebnis                     | Gegner                    | Ergebnis                  | Gegner                | Ergebnis              | Gegner                 | Ergebnis      | Rang   |
| -------------------------------- | ----------------- | ------------------- | -------- | ------------------------------ | ------------- | --------------- | ------------- | ---------------- | ------------- | ---------------------------- | ---------------------------- | ------------------------- | ------------------------- | --------------------- | --------------------- | ---------------------- | ------------- | ------ |
| Freistil Frauen                  |                   |                     |          |                                |               |                 |               |                  |               |                              |                              |                           |                           |                       |                       |                        |               |        |
| Bediha Gün                       | Klasse bis 53 kg  | Freilos             | Freilos  | Jong Myong-suk                 | 0:4           | ausgeschieden   | ausgeschieden | ausgeschieden    | ausgeschieden | ausgeschieden                | ausgeschieden                | ausgeschieden             | ausgeschieden             | ausgeschieden         | ausgeschieden         | ausgeschieden          | ausgeschieden | 18     |
| Elif Jale Yeşilırmak             | Klasse bis 58 kg  | Freilos             | Freilos  | Michelle Fazzari               | 3:1           | Kaori Icho      | 1:3           | ausgeschieden    | ausgeschieden | Freilos                      | Freilos                      | Marwa Amri                | 1:3                       | ausgeschieden         | ausgeschieden         | ausgeschieden          | ausgeschieden | 9      |
| Hafize Şahin                     | Klasse bis 63 kg  | Laís Nunes          | 5:0      | Inna Traschukowa               | 1:3           | ausgeschieden   | ausgeschieden | ausgeschieden    | ausgeschieden | ausgeschieden                | ausgeschieden                | ausgeschieden             | ausgeschieden             | ausgeschieden         | ausgeschieden         | ausgeschieden          | ausgeschieden | 8      |
| Buse Tosun                       | Klasse bis 69 kg  | Agnieszka Wieszczek | 5:0      | Sara Doshō                     | 0:4           | ausgeschieden   | ausgeschieden | ausgeschieden    | ausgeschieden | Alina Stadnyk-Machynja       | 3:1                          | Dorothy Yeats             | 1:3                       | ausgeschieden         | ausgeschieden         | ausgeschieden          | ausgeschieden | 7      |
| Yasemin Adar                     | Klasse bis 75 kg  | Alla Tscherkassowa  | 3:1      | Jekaterina Bukina              | 1:3           | ausgeschieden   | ausgeschieden | ausgeschieden    | ausgeschieden | ausgeschieden                | ausgeschieden                | ausgeschieden             | ausgeschieden             | ausgeschieden         | ausgeschieden         | ausgeschieden          | ausgeschieden | 8      |
| Freistil Männer                  |                   |                     |          |                                |               |                 |               |                  |               |                              |                              |                           |                           |                       |                       |                        |               |        |
| Süleyman Atlı                    | Klasse bis 57 kg  | Freilos             | Freilos  | Ivan Guidea                    | 1:3           | ausgeschieden   | ausgeschieden | ausgeschieden    | ausgeschieden | ausgeschieden                | ausgeschieden                | ausgeschieden             | ausgeschieden             | ausgeschieden         | ausgeschieden         | ausgeschieden          | ausgeschieden | 16     |
| Mustafa Kaya                     | Klasse bis 65 kg  | Alejandro Valdés    | 0:5      | ausgeschieden                  | ausgeschieden | ausgeschieden   | ausgeschieden | ausgeschieden    | ausgeschieden | ausgeschieden                | ausgeschieden                | ausgeschieden             | ausgeschieden             | ausgeschieden         | ausgeschieden         | ausgeschieden          | ausgeschieden | 20     |
| Soner Demirtaş                   | Klasse bis 74 kg  | Freilos             | Freilos  | Pürewdschawyn Önörbat          | 3:0           | Hassan Yazdani  | 0:3           | ausgeschieden    | ausgeschieden | Freilos                      | Freilos                      | Asnage Castelly           | 4:0                       | Galymzhan Usserbayev  | 3:0                   | ausgeschieden          | ausgeschieden | Bronze |
| Selim Yaşar                      | Klasse bis 86 kg  | Freilos             | Freilos  | Jaime Espinal                  | 3:1           | Reineris Salas  | 3:1           | J’den Cox        | 3:1           | –                            | –                            | –                         | –                         | –                     | –                     | Abdulraschid Sadulajew | 0:3           | Silber |
| İbrahim Bölükbaşı                | Klasse bis 97 kg  | Reza Yazdani        | 0:4      | ausgeschieden                  | ausgeschieden | ausgeschieden   | ausgeschieden | ausgeschieden    | ausgeschieden | ausgeschieden                | ausgeschieden                | ausgeschieden             | ausgeschieden             | ausgeschieden         | ausgeschieden         | ausgeschieden          | ausgeschieden | 17     |
| Taha Akgül                       | Klasse bis 125 kg | Freilos             | Freilos  | Dschargalsaichany Tschuluunbat | 4:0           | Ibrahim Saidau  | 4:0           | Lewan Berianidse | 3:1           | –                            | –                            | –                         | –                         | –                     | –                     | Komeil Ghasemi         | 3:1           | Gold   |
| griechisch-römischer Stil Männer |                   |                     |          |                                |               |                 |               |                  |               |                              |                              |                           |                           |                       |                       |                        |               |        |
| Selçuk Çebi                      | Klasse bis 75 kg  | Freilos             | Freilos  | Božo Starčević                 | 1:3           | ausgeschieden   | ausgeschieden | ausgeschieden    | ausgeschieden | ausgeschieden                | ausgeschieden                | ausgeschieden             | ausgeschieden             | ausgeschieden         | ausgeschieden         | ausgeschieden          | ausgeschieden | 15     |
| Cenk İldem                       | Klasse bis 98 kg  | Freilos             | Freilos  | Hardeep Singh                  | 3:1           | Islam Magomedow | 3:1           | Artur Aleksanjan | 0:4           | –                            | –                            | –                         | –                         | Alin Alexuc-Ciurariu  | 3:0                   | ausgeschieden          | ausgeschieden | Bronze |
| Rıza Kayaalp                     | Klasse bis 130 kg | Freilos             | Freilos  | Erwin Caraballo                | 4:0           | Sabah Shariati  | 5:0           | Eduard Popp      | 4:0           | –                            | –                            | –                         | –                         | –                     | –                     | Mijaín López           | 0:3           | Silber |

### Rudern
| Athleten                    | Wettbewerb                  | Vorlauf     | Vorlauf | Vorlauf       | Hoffnungslauf | Hoffnungslauf | Hoffnungslauf | Halbfinale  | Halbfinale | Halbfinale    | Finale      | Finale | Rang |
| Athleten                    | Wettbewerb                  | Zeit        | Platz   | Qualifikation | Zeit          | Platz         | Qualifikation | Zeit        | Platz      | Qualifikation | Zeit        | Platz  | Rang |
| --------------------------- | --------------------------- | ----------- | ------- | ------------- | ------------- | ------------- | ------------- | ----------- | ---------- | ------------- | ----------- | ------ | ---- |
| Männer                      |                             |             |         |               |               |               |               |             |            |               |             |        |      |
| Hüseyin Kandemir Cem Yılmaz | Leichtgewichts-Doppelzweier | 6:41,67 min | 5       | Hoffnungslauf | 7:13,49 min   | 5             | Halbfinale C  | 7:24,14 min | 2          | C-Finale      | 6:47,06 min | 4      | 16   |

### Schießen
| Athleten       | Wettbewerb             | Qualifikation   | Qualifikation | Finale          | Finale        | Ringe/ Scheiben | Rang |
| Athleten       | Wettbewerb             | Ringe/ Scheiben | Rang          | Ringe/ Scheiben | Rang          | Ringe/ Scheiben | Rang |
| -------------- | ---------------------- | --------------- | ------------- | --------------- | ------------- | --------------- | ---- |
| Männer         |                        |                 |               |                 |               |                 |      |
| Yusuf Dikeç    | Luftpistole 10 Meter   | 576             | 21            | ausgeschieden   | ausgeschieden | 576             | 21   |
| İsmail Keleş   | Luftpistole 10 Meter   | 575             | 24            | ausgeschieden   | ausgeschieden | 575             | 24   |
| Yusuf Dikeç    | Freie Pistole 50 Meter | 550             | 22            | ausgeschieden   | ausgeschieden | 550             | 22   |
| İsmail Keleş   | Freie Pistole 50 Meter | 544             | 29            | ausgeschieden   | ausgeschieden | 544             | 29   |
| Yavuz İlnam    | Trap                   | 115             | 13            | ausgeschieden   | ausgeschieden | 115             | 13   |
| Erdinç Kebapçı | Trap                   | 108             | 29            | ausgeschieden   | ausgeschieden | 108             | 29   |

### Schwimmen
| Athleten           | Wettbewerb          | Vorlauf     | Vorlauf | Halbfinale    | Halbfinale    | Finale        | Finale        | Rang |
| Athleten           | Wettbewerb          | Zeit        | Rang    | Zeit          | Rang          | Zeit          | Rang          | Rang |
| ------------------ | ------------------- | ----------- | ------- | ------------- | ------------- | ------------- | ------------- | ---- |
| Frauen             |                     |             |         |               |               |               |               |      |
| Zeynep Güneş       | 100 m Brust         | 1:07,14 min | 15      | 1:07,41 min   | 14            | ausgeschieden | ausgeschieden | 14   |
| Zeynep Güneş       | 200 m Brust         | 2:23,83 min | 7       | 2:23,49 min   | 9             | ausgeschieden | ausgeschieden | 9    |
| Nida Eliz Üstündağ | 200 m Schmetterling | 2:10,02 min | 22      | ausgeschieden | ausgeschieden | ausgeschieden | ausgeschieden | 22   |
| Ekaterina Awramowa | 200 m Rücken        | 2:11,21 min | 21      | ausgeschieden | ausgeschieden | ausgeschieden | ausgeschieden | 21   |
| Zeynep Güneş       | 400 m Lagen         | 4:41,79 min | 18      | –             | –             | ausgeschieden | ausgeschieden | 18   |
| Männer             |                     |             |         |               |               |               |               |      |
| Nezir Karap        | 400 m Freistil      | 3:58,37 min | 43      | –             | –             | ausgeschieden | ausgeschieden | 43   |

### Segeln
Fleet Race
| Athleten               | Wettbewerb      | Qualifikation | Qualifikation | Medal Race    | Medal Race    | Punkte | Rang |
| Athleten               | Wettbewerb      | Punkte        | Rang          | Punkte        | Rang          | Punkte | Rang |
| ---------------------- | --------------- | ------------- | ------------- | ------------- | ------------- | ------ | ---- |
| Frauen                 |                 |               |               |               |               |        |      |
| Dilara Uralp           | Windsurfen RS:X | 231           | 22            | ausgeschieden | ausgeschieden | 231    | 22   |
| Nazlı Çağla Dönertaş   | Laser Radial    | 127           | 15            | ausgeschieden | ausgeschieden | 127    | 15   |
| Männer                 |                 |               |               |               |               |        |      |
| Onur Cavit Biriz       | Windsurfen RS:X | 363           | 35            | ausgeschieden | ausgeschieden | 363    | 35   |
| Alican Kaynar          | Finn Dinghy     | 93            | 13            | ausgeschieden | ausgeschieden | 93     | 13   |
| Ateş Çınar Deniz Çınar | 470er           | 120           | 15            | ausgeschieden | ausgeschieden | 120    | 15   |

### Taekwondo
| Athleten       | Wettbewerb       | Achtelfinale    | Achtelfinale | Viertelfinale     | Viertelfinale | Hoffnungsrunde Halbfinale | Hoffnungsrunde Halbfinale | Halbfinale    | Halbfinale    | Hoffnungsrunde Finale | Hoffnungsrunde Finale | Finale        | Finale        | Rang   |
| Athleten       | Wettbewerb       | Gegner          | Ergebnis     | Gegner            | Ergebnis      | Gegner                    | Ergebnis                  | Gegner        | Ergebnis      | Gegner                | Ergebnis              | Gegner        | Ergebnis      | Rang   |
| -------------- | ---------------- | --------------- | ------------ | ----------------- | ------------- | ------------------------- | ------------------------- | ------------- | ------------- | --------------------- | --------------------- | ------------- | ------------- | ------ |
| Frauen         |                  |                 |              |                   |               |                           |                           |               |               |                       |                       |               |               |        |
| Nur Tatar      | Klasse bis 67 kg | Carmen Marton   | 11:1         | Rabia Güleç       | 5:1           | –                         | –                         | Haby Niaré    | 0:4           | Chuang Chia-chia      | 7:3                   | ausgeschieden | ausgeschieden | Bronze |
| Männer         |                  |                 |              |                   |               |                           |                           |               |               |                       |                       |               |               |        |
| Servet Tazegül | Klasse bis 68 kg | Ignacio Morales | 14:1         | Alexei Denissenko | 6:19          | Edgar Contreras           | 4:5                       | ausgeschieden | ausgeschieden | ausgeschieden         | ausgeschieden         | ausgeschieden | ausgeschieden | 7      |

### Tennis
| Athleten         | Wettbewerb | 1. Runde            | 1. Runde       | 2. Runde      | 2. Runde      | Achtelfinale  | Achtelfinale  | Viertelfinale | Viertelfinale | Halbfinale    | Halbfinale    | Finale        | Finale        |
| Athleten         | Wettbewerb | Gegner              | Ergebnis       | Gegner        | Ergebnis      | Gegner        | Ergebnis      | Gegner        | Ergebnis      | Gegner        | Ergebnis      | Gegner        | Ergebnis      |
| ---------------- | ---------- | ------------------- | -------------- | ------------- | ------------- | ------------- | ------------- | ------------- | ------------- | ------------- | ------------- | ------------- | ------------- |
| Frauen           |            |                     |                |               |               |               |               |               |               |               |               |               |               |
| Çağla Büyükakçay | Einzel     | Jekaterina Makarowa | 6:3, 0:6, 6:76 | ausgeschieden | ausgeschieden | ausgeschieden | ausgeschieden | ausgeschieden | ausgeschieden | ausgeschieden | ausgeschieden | ausgeschieden | ausgeschieden |

### Tischtennis
| Athleten | Wettbewerb | 1. Runde | 1. Runde | 2. Runde    | 2. Runde | 3. Runde      | 3. Runde      | 4. Runde      | 4. Runde      | Viertelfinale | Viertelfinale | Halbfinale    | Halbfinale    | Finale        | Finale        | Rang          |
| Athleten | Wettbewerb | Gegner   | Ergebnis | Gegner      | Ergebnis | Gegner        | Ergebnis      | Gegner        | Ergebnis      | Gegner        | Ergebnis      | Gegner        | Ergebnis      | Gegner        | Ergebnis      | Rang          |
| -------- | ---------- | -------- | -------- | ----------- | -------- | ------------- | ------------- | ------------- | ------------- | ------------- | ------------- | ------------- | ------------- | ------------- | ------------- | ------------- |
| Frauen   |            |          |          |             |          |               |               |               |               |               |               |               |               |               |               |               |
| Melek Hu | Einzel     | Freilos  | Freilos  | Freilos     | Freilos  | Chen Szu-yu   | 0:4           | ausgeschieden | ausgeschieden | ausgeschieden | ausgeschieden | ausgeschieden | ausgeschieden | ausgeschieden | ausgeschieden | ausgeschieden |
| Männer   |            |          |          |             |          |               |               |               |               |               |               |               |               |               |               |               |
| Ahmet Li | Einzel     | Freilos  | Freilos  | Eugene Wang | 0:4      | ausgeschieden | ausgeschieden | ausgeschieden | ausgeschieden | ausgeschieden | ausgeschieden | ausgeschieden | ausgeschieden | ausgeschieden | ausgeschieden | ausgeschieden |

### Turnen

#### Gerätturnen
| Athleten      | Wettbewerb       | Qualifikation | Qualifikation | Finale        | Finale        | Rang |
| Athleten      | Wettbewerb       | Punkte        | Rang          | Punkte        | Rang          | Rang |
| ------------- | ---------------- | ------------- | ------------- | ------------- | ------------- | ---- |
| Frauen        |                  |               |               |               |               |      |
| Tutya Yılmaz  | Mehrkampf Einzel | 53,132        | 42            | ausgeschieden | ausgeschieden | 42   |
| Männer        |                  |               |               |               |               |      |
| Ferhat Arıcan | Mehrkampf Einzel | 82,631        | 41            | ausgeschieden | ausgeschieden | 41   |